# Docelles
Docelles település Franciaországban, Vosges megyében. Lakosainak száma 864 fő (2022. január 1.). Docelles Le Roulier, La Neuveville-devant-Lépanges, Xamontarupt, Cheniménil, Deycimont és Faucompierre községekkel határos.

## Népesség
A település népességének változása:
| Lakosok száma | 955  | 911  | 922  | 879  | 865  | 864  | 864  | 864  | 864  |
|               | 2013 | 2015 | 2016 | 2017 | 2018 | 2019 | 2020 | 2021 | 2022 |